# Летоуин
«Летоуин» (англ. Summerween) — 12 серия 1 сезона американского мультсериала «Гравити Фолз».

## Сюжет
Диппер, Мэйбл, Зус и Стэн отправились в Магазин Летоуина, чтобы закупить всё необходимое к празднику. Стэн рассказал, что здесь людям нравится Хэллоуин, и они решили праздновать его дважды в году, второй раз — сегодня (22 июня)! Зус нашёл весёлые черепа, которые говорили разные шутки, Мэйбл с Диппером рассекали по магазину на тачке, Стэн взял три бочки с кровью, чтобы пугать колядующих. Кассирша вызывает охрану, чтобы та вывела семью Пайнс из магазина. Однако Стэн бросает дымовую шашку, и они все вместе покидают магазин. Кассирша смотрит на «Баксы Стэна», которые он ей оставил, и говорит: «Ненавижу Летоуин…».
Диппер и Мэйбл планируют проведение ночи, когда Зус рассказывает им историю о Летоуинском Ловкаче. Если дети не будут наслаждаться духом Летоуина, он придёт и съест их заживо! Диппер, не поверив в историю Зуса, начинает выбрасывать невкусные конфеты, которые им купил Стэн. В это время кто-то смотрит издалека на то, как Диппер выбрасывает конфеты.
Кто-то звонит в дверь, и Диппер бежит открывать. Сюрприз для Диппера был в том, что там стояли Венди и Робби. Когда Робби спрашивает Диппера, собирается ли он колядовать, Венди убеждает его (Робби) в том, что колядки для детей, и Диппер не пойдёт колядовать. Диппер неохотно соглашается с ней. Венди приглашает Диппера на Летоуинскую вечеринку у Тэмбри, и он говорит, что придёт. Однако Мэйбл пригласила Кэнди и Гренду пойти колядовать вместе. Диппер притворяется больным, чтобы пойти на вечеринку у Тэмбри. Однако кто-то звонит в дверь снова, и на этот раз это оказывается Летоуинский Ловкач. Диппер, думая, что это обыкновенный колядующий, спрашивает его, не слишком ли он стар для этого, и захлопывает дверь перед ним. Ловкач стучит в дверь снова, но Диппер снова не пускает его и говорит, чтобы он шёл в другой дом, тем самым разозлив Ловкача. Мэйбл ругается на Диппера и открывает дверь снова. Летоуинский Ловкач вламывается в Хижину Чудес и говорит Дипперу, Мэйбл, Кэнди и Гренде, что если они не наберут 500 конфет для него до того, как потухнет последний фонарь, он съест их, доказывая своё обещание, съев колядующего Горни, который подошёл к Хижине чудес.
Сперва они идут колядовать в дом к ленивой Сьюзан. Так как Диппер отказался надеть костюм, всем дали только по одной конфете, а Диппер не получил вовсе. Так Мэйбл убедила Диппера переодеться в костюм арахисовой пасты, что значительно повысило урожайность конфет. Они собирают 499 конфет, и все, кроме Диппера, бегут наперегонки к дому, у которого они будут колядовать. В этот момент мимо проезжали Венди и Робби на его минивэне. Диппер спрятал конфеты и костюм в кусты, за которыми была большая яма и речка. Минивэн остановился около Диппера, Венди спросила, что Диппер делает, на что он ответил: «Шёл на тусовку, поглядел на колядки. Вспомнились молодые годы…». Венди уехала, а Мэйбл увидела, что Диппер не был болен, а просто хотел пойти на тусовку. После они увидели, что тачка с конфетами свалилась в реку. Уже все тушили свечи в арбузах. Диппер, Мэйбл, Гренда и Кэнди попытались остановить старика МакГакета, но случайно потушили фонари сами. Тут появился Летоуинский Ловкач.
В это время Стэн пытался испугать двух детей. С него стекла поддельная кожа, он вырвал из себя кишки-сосиски, из него вылез Пухля, но ничего мальчиков не испугало. Они сказали, что видели такое в фильмах ужасов ещё в 2 года. Когда Стэн спросил, что же их испугает, они показали ему видео со скримером, и он убежал в помещение с криками.
Позже, Летоуинский Ловкач пытается съесть Диппера и Мэйбл, но неожиданно Зус врезается в монстра на своём пикапе, разбрасывая его на части. Дети бегут и садятся в пикап. Мэйбл обижается на Диппера за то, что он не хотел колядовать вместе с ней и обманывал, что болен. К несчастью, Летоуинский Ловкач вернулся к жизни, собравшись из разбросанных кусков. Диппер, Мэйбл, Гренда, Кэнди и Зус укрылись в магазине Летоуина. Мэйбл переживала, что все взрослеют и праздников остаётся всё меньше, а это может быть её последний Хэллоуин вместе с Диппером.
Они были почти спасены, но Зус нажал на «череп идей», который появлялся ранее. Летоуинский Ловкач показал, что он состоит из невкусных конфет, которые никто не любит и выбрасывает. Он съедает Зуса, и пытается съесть Диппера и Мэйбл. Но Зус проедает монстра. Ловкач счастлив, что он для кого-то вкусный. Затем из монстра вылезает Горни со словами: «Я был съеден монстром!». Зус продолжает поедать монстра.
У дяди Стэна наконец-то получается напугать двух ребят своей волосатой грудью. Они убегают, а Стэн берёт себе их мешки с конфетами. Колядующие наконец-то возвращаются в Хижину Чудес. Диппер говорит Венди, что не пришёл на тусовку к Тэмбри, потому что колядовал с любимой сестрёнкой. Венди говорит, что на тусовке было скучно. Робби проглотил палочку от леденца и ушёл домой. В конце все смотрят телевизор и едят конфеты, которые Дядя Стэн взял у мальчишек. Диппер мирится с Мэйбл. Он говорит, что в Летоуине самое главное не конфеты, а то, что можно побыть с семьёй и отпраздновать чистое зло! Все делают ужасное лицо. После этого Зус говорит, что съел живое существо, и все презрительно переводят взгляд на него.

## Вещание
В день премьеры эпизод посмотрели 3,48 млн человек.

## Отзывы критиков
Обозреватель развлекательного веб-сайта The A.V. Club Аласдер Уилкинс поставил эпизоду оценку «A-», отметив, что «в эпизоде Диппер снова разрывается между погоней за Венди и тем, чтобы быть хорошим братом для Мэйбл. Также в серии Диппер впервые активно не хочет участвовать в большом сверхъестественном приключении. Создание такого праздника, как Летоуин, является простым способом для мультсериала впихнуть Хэллоуин, не нарушая при этом заявленную летнюю атмосферу внутри сериала. Кроме замены тыкв на арбузы в городских фонарях, в эпизоде сохраняется весь обычный колорит хэллоуинского эпизода, и он имеет отчётливо осеннюю атмосферу. Это, вероятно, разумное решение, так как, бесчисленные специальные выпуски к Хэллоуину разработали специфическую, ориентированную на праздник лексику для рассказа жутких историй, и Гравити Фолз было бы глупо не использовать её. Переход к более осеннему настроению придаёт эпизоду дополнительную атмосферу, добавляя к общему тоскливому ощущению, что Мэйбл и Диппер приближаются к концу эры в своей карьере ловкачей. Кроме того, сезонная цветовая палитра создаёт много красивых фонов, а когда аниматоров мультсериала просят сделать пейзажи особенно красивыми, они редко ошибаются». Также эпизод является «сильным для всех персонажей второго плана. В частности — Зуса, потому что он получает свой самый большой шанс блеснуть со времён эпизода „Легенда о Живогрызе“. Он проезжает на своём пикапе прямо сквозь монстра и разрывает его на части — героический момент, который ещё больше усиливается тем, что пикап появляется из ниоткуда. Тот факт, что он не совсем уверен, что монстр, которого он только что взорвал, является обычным пешеходом, лишь немного умаляет его доблесть. Его любовь к остроумному черепу — отличный прикол в обоих случаях. Его бесстыдный отказ от извинений перед измученным владельцем магазина вызывает у меня воспоминания о моём собственном прошлом в сфере обслуживания, но тот факт, что из-за его любви к этому глупому черепу его временно съели, вероятно, компенсирует всю несносность клиента». Критик также отметил, что «магия праздника работает только тогда, когда люди собираются вместе, что и было показано в серии».
На агрегаторе-оценок IMDB серия имеет рейтинг 8.6/10 на основе 2 328 пользовательских оценок.